# Heterocampa brunnea
Heterocampa brunnea är en fjärilsart som beskrevs av Augustus Radcliffe Grote och Robinson 1867. Heterocampa brunnea ingår i släktet Heterocampa och familjen tandspinnare. Inga underarter finns listade i Catalogue of Life.